# Władysław Bochenek
Władysław Bochenek (ur. 25 września 1920 we wsi Ołpiny koło Jasła, zm. 29 września 1997 w Tychach) – polski poeta, prozaik, autor widowisk telewizyjnych oraz tłumacz literatury francuskiej.

## Życiorys
Studiował literaturę na uniwersytecie w Lille (Francja) oraz romanistykę w Centre National d'Etudes Superieres (Bruksela). W latach 1933–1939 przebywał we Francji. W latach 1943–1955 w Belgii. W 1956 wrócił do Polski. Od 1957 był redaktorem telewizji (Katowice). Debiutował na łamach prasy śląskiej jako poeta. Od 1975 należał do PZPR. Był odznaczony Krzyżem Kawalerskim Orderu Odrodzenia Polski.

## Twórczość
- Z cudzej ziemi (poezje, 1958)
- Ciężar świtu (miniatury literackie, 1962)
- Rodacy z rue de Varsovie (opowiadania, 1964)
- Ucieczka z oazy (powieść, 1965)
- Miejsce pod słońcem (powieść, 1966)
- Jedna zima z Moniką (powieść, 1967)
- Smak dojrzałych owoców (powieść, Wydawnictwo Śląsk, 1970)
- Na nutę powstańczej ballady (poemat, 1971)
- Pojedynek (powieść dla młodzieży, 1973)
- Ten drugi (powieść, 1973)
- Witold i Elwira (powieść, Wydawnictwo Śląsk, 1980)
- Dziewczęta z tamtych lat (opowiadania, 1982)
- Monika daleka i bliska (powieść, Wydawnictwo Śląsk, 1988)